# Sonia Chang-Díaz

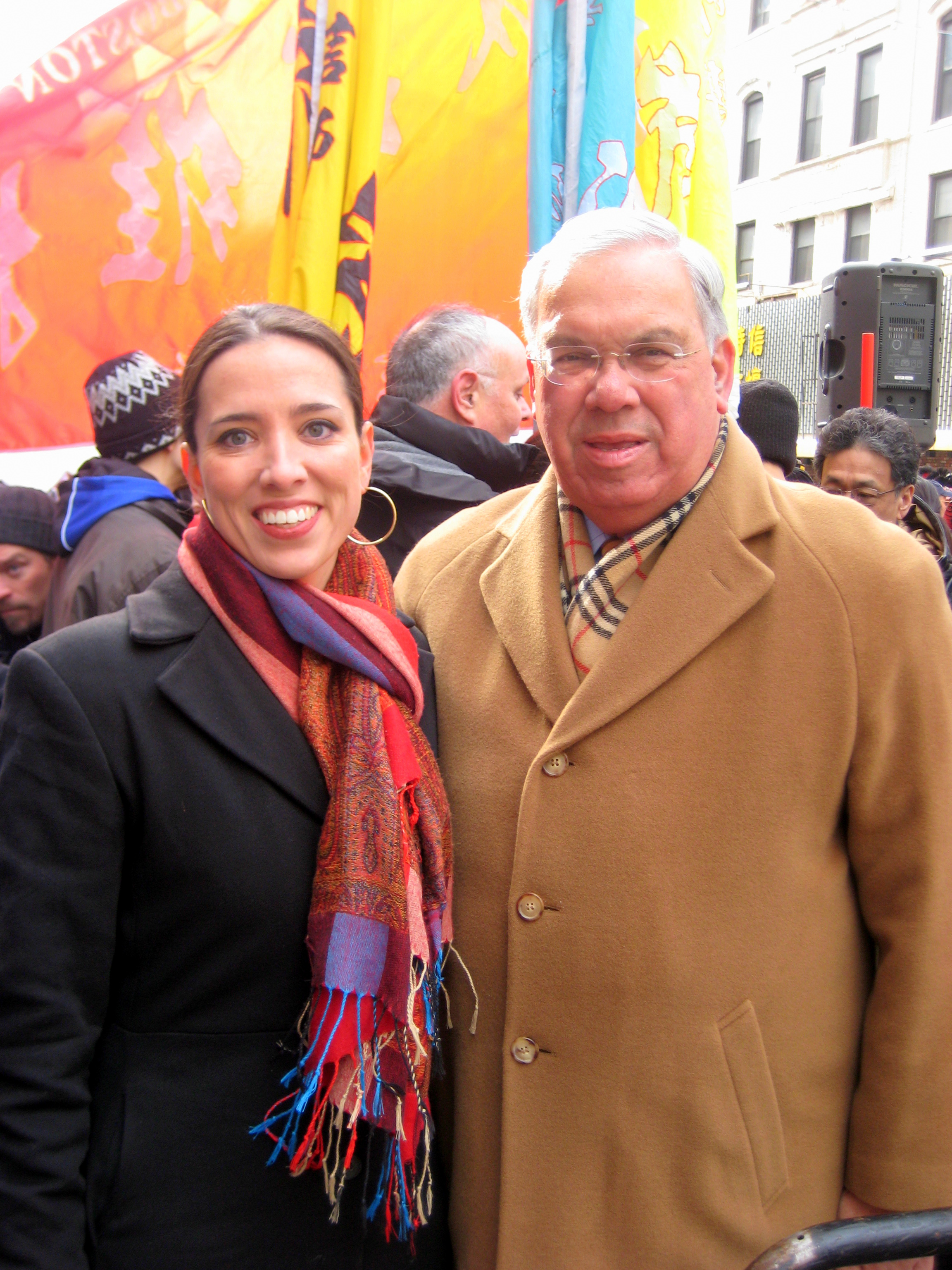
Sonia Chang-Díaz mit dem Bürgermeister Bostons, Thomas Menino

Sonia Rosa Chang-Díaz (* 31. März 1978) ist eine US-amerikanische Politikerin und Abgeordnete im Senat von Massachusetts, in dem sie den zweiten Wahlbezirk von Suffolk County repräsentiert.  Sie ist die erste gewählte weibliche Hispano- bzw. Latino-Abgeordnete in diesem Parlament.

## Hintergrund
Chang-Díaz hat durch ihren Vater Franklin Chang-Díaz, einen aus Costa Rica stammenden Physiker und ehemaligen Astronauten der NASA, sowohl chinesische als auch spanische Vorfahren. Er hatte die University of Connecticut besucht und war in ein Programm mit Bundesfördermitteln eingeschrieben, das für Collegestudenten der ersten Generation in den Vereinigten Staaten mit niedrigem Einkommen bestimmt war. Als ihre politischen Gegner Chang-Díaz vorwarfen, sie sei keine person of color, bezeichnete Chang-Diaz diese Vorwürfe als „unredlich“ und kommentierte die Angelegenheit mit den Worten: „Lassen Sie es mich ganz deutlich sagen: Ich bin stolz auf meine Latino-Herkunft, mein Vater wanderte aus Costa Rica in dieses Land ein“. Sie ist der Auffassung, dass Hautfarbe und ethnische Identität für die Wähler unwichtig seien und stellte fest, dass dies nach ihrer Erfahrung „aus dem direkten Gespräch mit den Wählern im Alltag nicht das ist, wofür sich die Wähler tatsächlich interessieren“.
Sonia Chang-Díaz wurde geboren, kurz nachdem ihr Vater seine Promotion am Massachusetts Institute of Technology (MIT) abgeschlossen hatte. Sie wuchs in Newton, Massachusetts auf, wo ihre Mutter als Sozialarbeiterin tätig war. Beide Elternteile waren als Ehrenamtliche in der Gemeinde aktiv.
Chang-Díaz studierte an der University of Virginia. Vor ihrer hauptberuflichen Tätigkeit als Politikerin war sie Lehrerin in Lynn, Massachusetts und in Boston.

## Kandidaturen zum Senat von Massachusetts
2006 hatte es die amtierende Senatorin für den zweiten Wahlbezirk des Suffolk Countys, Dianne Wilkerson, versäumt, rechtzeitig eine ausreichende Zahl von Unterschriften für die Nominierung bei den Vorwahlen der Demokraten vorzulegen, sodass die Vorwahlen mit Blanko-Wahlzetteln durchgeführt wurden, bei denen die Wähler den Namen des von ihnen gewünschten Kandidaten eintragen mussten. Hier trat Chang-Díaz in den Wahlkampf ein und forderte Wilkerson in einem Wahlbezirk heraus, in dem Weiße eine Minderheit darstellten. Dieser Bezirk deckte einige Innenstadtviertel von Boston ab, darunter das South End sowie Roxbury, Dorchester und Jamaica Plain. Wilkerson gewann die Vorwahl und wurde bei der Wahl zum Senat von Massachusetts 2006 als Senatorin wiedergewählt.
2008 forderte Chang-Díaz Wilkerson erneut heraus, und beide Kandidatinnen wurden auf den Stimmzetteln für die Vorwahlen geführt. Bei den Vorwahlen im September gewann Chang-Díaz die Nominierung der Demokraten. Am 28. Oktober 2008 wurde Wilkerson vom FBI verhaftet, weil sie der Korruption beschuldigt wurde. Es wurde Anklage gegen sie erhoben, weil auf einer Videoaufzeichnung zu sehen war, wie sie angeblich Bestechungsgeld in ihren Büstenhalter stopfte, das sie als Entlohnung für Gefälligkeiten erhalten haben soll. Den vom FBI erhobenen Vorwürfen zufolge soll Wilkerson das Geld entgegengenommen haben, weil sie für einen Nachtclub die Vergabe einer Schanklizenz begünstigte und für die Unterstützung der Übertragung von öffentlichem Land an einen Bundesagenten, der im Rahmen einer verdeckten Ermittlung als privater Bauunternehmer aufgetreten war. Wegen ihrer Verhaftung konnte Wilkerson nicht bei der Wahl zum Senat von Massachusetts 2008 kandidieren und Chang-Díaz gewann diese Wahl am 4. November 2008. Im Januar 2009 wurde sie als Abgeordnete vereidigt.